# Ишваргандж (подокруг)
Ишваргандж (бенг. ঈশ্বরগঞ্জ, англ. Ishwarganj) — подокруг на севере Бангладеш в составе округа Маймансингх. Образован в 1936 году. Административный центр — город Ишваргандж. Площадь подокруга — 286,19 км². По данным переписи 1991 года численность населения подокруга составляла 306 977 человек. Плотность населения равнялась 1073 чел. на 1 км². Уровень грамотности населения составлял 22,2 %. Религиозный состав: мусульмане — 95,08 %, индуисты — 4,15 %, христиане — 0,19 %, буддисты — 0,19 %, прочие — 0,48 %.